# Estética evolutiva

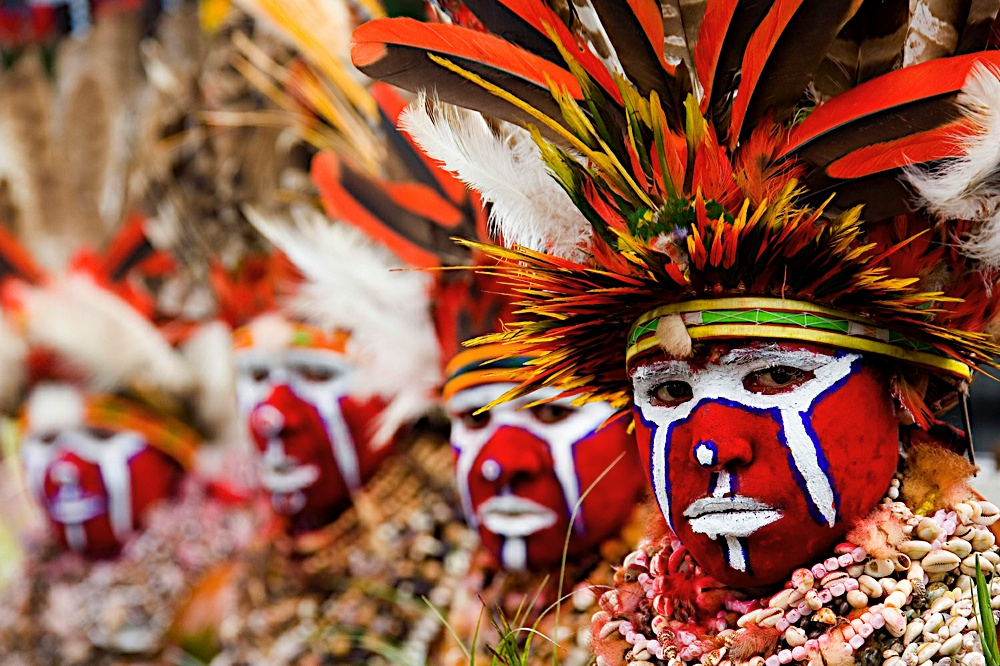
Habitantes de Papua Nueva Guinea

La estética evolutiva se refiere a teorías de la psicología evolutiva en las cuales se sostiene que las preferencias estéticas básicas del Homo sapiens evolucionaron para mejorar la supervivencia y el éxito reproductivo.
Con base en esta teoría, cosas como la preferencia de color, las proporciones de cuerpo de pareja preferidas, las formas, los lazos emocionales con los objetos y muchos otros aspectos de la experiencia estética pueden explicarse con referencia a la evolución humana.

## Estética y psicología evolutiva.
Se ha argumentado que muchos rasgos animales y humanos han evolucionado para mejorar la supervivencia y el éxito reproductivo. La psicología evolutiva se extiende a rasgos psicológicos, incluidas las preferencias estéticas. Dichos rasgos generalmente se consideran adaptaciones al entorno durante la era del Pleistoceno y no son necesariamente adaptativos en nuestro entorno actual. Los ejemplos incluyen el disgusto de los alimentos en mal estado potencialmente dañinos; placer del sexo y de comer alimentos dulces y grasos; y el miedo a las arañas, las serpientes y la oscuridad.
Todas las culturas conocidas tienen alguna forma de arte. Esta universalidad sugiere que el arte está relacionado con las adaptaciones evolutivas. Las emociones fuertes asociadas con el arte sugieren lo mismo.

## Paisaje y otras preferencias de artes visuales

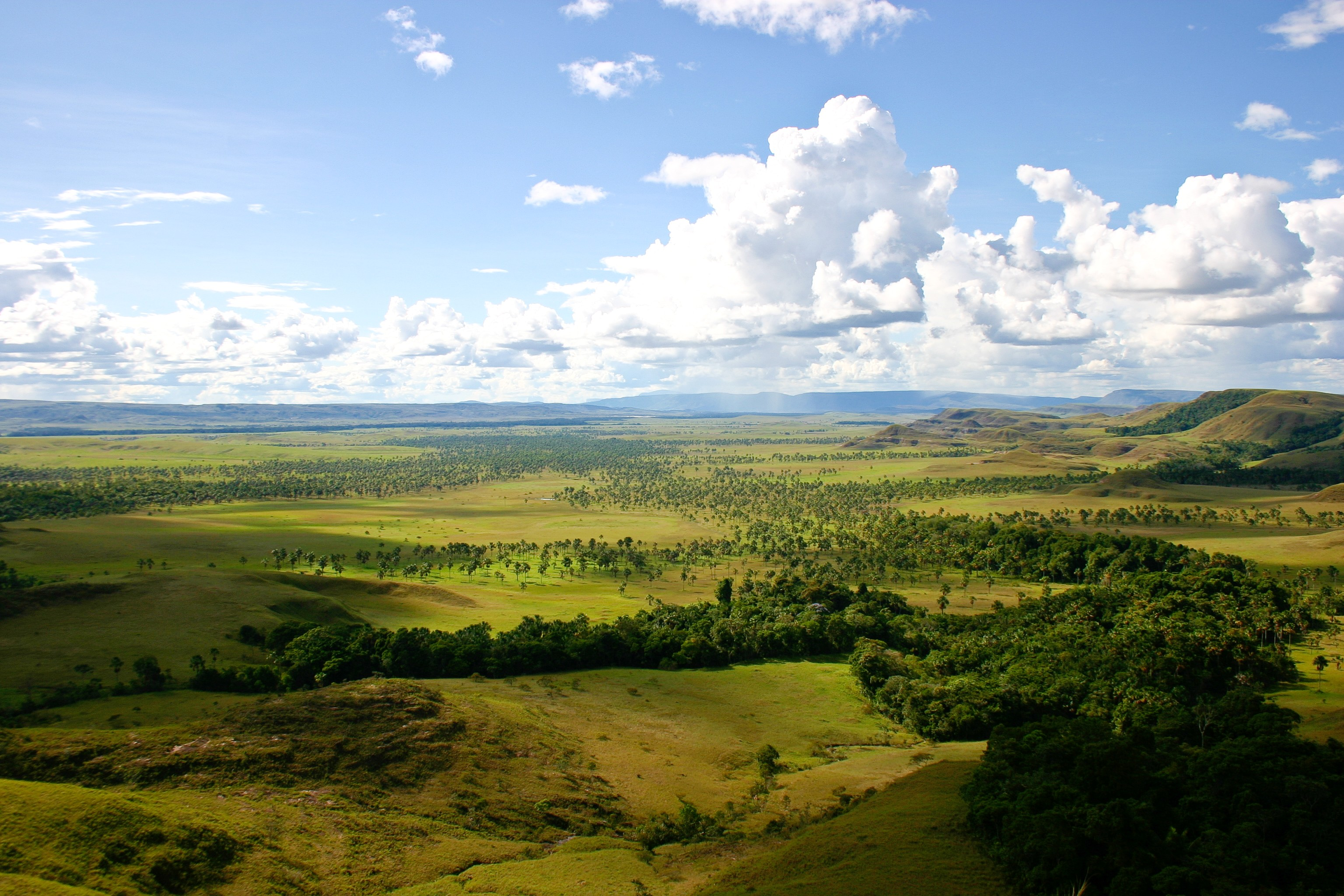
San Rafael Gran Sabana, Venezuela.

Una opción importante para un organismo móvil es seleccionar un buen hábitat para vivir. Se sostiene que los humanos tienen fuertes preferencias estéticas hacia los paisajes que eran buenos hábitats en el entorno ancestral. Cuando se les pide a los niños pequeños de diferentes naciones que seleccionen qué paisaje prefieren, de una selección de fotografías de paisajes estandarizados, hay una fuerte preferencia por las sabanas con árboles. La sabana del este de África es el ambiente ancestral en el que se argumenta que gran parte de la evolución humana tuvo lugar. También hay una preferencia por los paisajes con agua, con áreas abiertas y boscosas, con árboles con ramas a una altura adecuada para escalar y tomar alimentos, con características que fomentan la exploración, como un sendero o un río que está fuera de la vista, con vistas o implícitas, animales de caza, y con algunas nubes. Estas son todas las características que a menudo se presentan en el arte de calendario y en el diseño de parques públicos.
Una encuesta de preferencias artísticas en muchas naciones diferentes encontró que se prefería la pintura realista. Las características favoritas fueron el agua, los árboles y otras plantas, los seres humanos (en particular las mujeres hermosas, los niños y las figuras históricas bien conocidas) y los animales (en particular los animales grandes, tanto salvajes como domésticos). El azul, seguido de verde, era el color favorito. Utilizando la encuesta, los autores del estudio construyeron una pintura que muestra las preferencias de cada nación. A pesar de las muchas culturas diferentes, todas las pinturas mostraron una gran similitud con el arte de calendario paisajístico. Los autores argumentaron que esta similitud se debía, de hecho, a la influencia de la industria del calendario occidental. Otra explicación es que estas características son aquellas predicciones de la psicología evolutiva que deberían ser populares por razones evolutivas.

Las tres Gracias, de Peter Paul Rubens, en el Prado en Google Earth

## Atractivo físico
Artículo principal: Atractivo físico
Se ha argumentado que varias tendencias evolutivas influyen en lo que se percibe como físicamente atractivo.
Estas preferencias basadas en la evolución no son necesariamente estáticas, sino que pueden variar según las señales ambientales. Por lo tanto, la disponibilidad de alimentos influye en qué tamaño corporal femenino sea atractivo y puede tener razones evolutivas. Las sociedades con escasez de alimentos prefieren el tamaño del cuerpo femenino más grande que las sociedades que tienen mucha comida. En la sociedad occidental, los hombres que tienen hambre prefieren un tamaño de cuerpo femenino más grande que cuando no tienen hambre.

## Musicología evolutiva
La musicología evolutiva es un subcampo de biomusicología que fundamenta los mecanismos psicológicos de la percepción y producción de la música en la teoría evolutiva. Cubre la comunicación vocal en especies animales no humanas, las teorías de la evolución de la música humana y de la capacidad y el procesamiento musical. También incluye explicaciones evolutivas de lo que se considera estéticamente agradable o no.

## Estudios literarios darwinianos
Los estudios literarios darwinianos (también conocidos como darwinismo literario) son una rama de la crítica literaria que estudia la literatura, incluidos los aspectos estéticos, en el contexto de la evolución.

## Evolución de la emoción
La estética está ligada a las emociones. Hay varias explicaciones sobre la evolución de la emoción.
Un ejemplo es el disgusto emocional que se ha argumentado que evolucionó para evitar varias acciones dañinas, como enfermedades infecciosas debido al contacto con alimentos en mal estado, heces y cuerpos en descomposición.

## Hipótesis del hijo sexy, principio del handicap y las artes

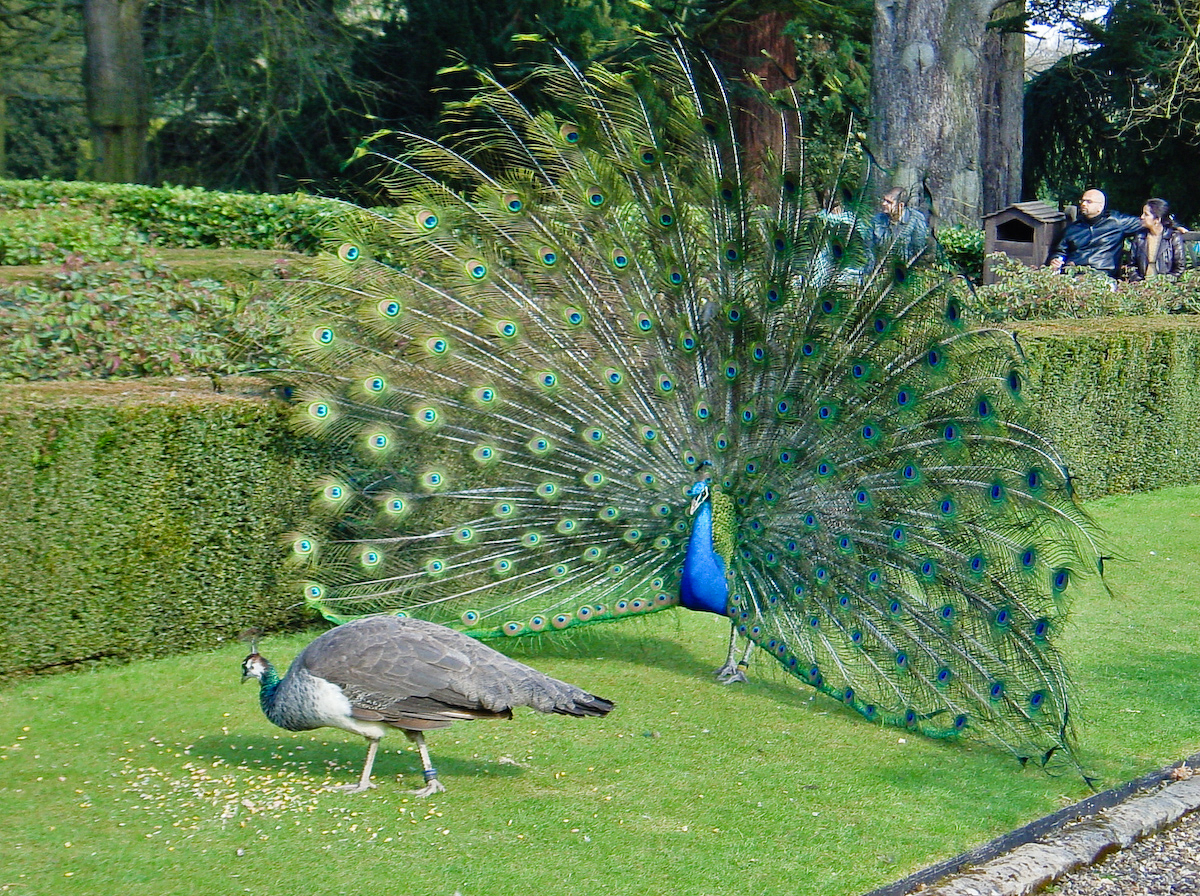
Un pavo real macho muestra su manera de cortejar una hembra, bailando y mostrando su plumaje extravagante.

La hipótesis del hijo sexy sugiere que una elección óptima femenina entre parejas potenciales es un macho cuyos genes producirán descendencia masculina con las mejores posibilidades de éxito reproductivo al tener rasgos que sean atractivos para otras hembras. A veces, el rasgo puede no tener ningún beneficio reproductivo en sí mismo, aparte de atraer a las hembras, debido al Modelo de selección sexual runaway de Fisher. La cola del pavo real puede ser un ejemplo. También se ha visto como un ejemplo del principio del handicap.
Se ha argumentado que la capacidad del cerebro humano supera con creces lo que se necesita para sobrevivir en la sabana. Una explicación podría ser que el cerebro humano y los rasgos asociados (como la capacidad artística y la creatividad) son equivalentes a la cola del pavo real para los humanos. Según esta teoría, la ejecución superior del arte era importante porque atraía a las parejas potenciales.